# Phlomoides sagittata
Phlomoides sagittata, trajnica, nekada uključivaana u vlastiti monotipski biljni rod Metastachydium u iz porodice usnača. Jedina vrsta bila je Metastachydium sagittatum, danas (od 2023.) sinonim je za P. sagittata iz Kazahstana, Kirgistana i Xinjianga

## Ime
Ime roda temelji se na Metastachys Knorring (1959), nelegitimnom kasnijem homonimu Metastachys van Tieghem (1895). Airy Shaw skrenuo je pozornost na status Knorringova imena i predložio, ali nije potvrdio, Metastachydium kao zamjenu. Wu & Li (Acta Phytotax. Sin. 13: 73. 1975.) preuzeli su Airy Shawovo ime, ali nisu dali točan broj stranice za Knorringov protolog, pa stoga naziv roda i njihova nova kombinacija unutar njega mora potjecati iz njihovog izvještaja iz 1977. u kojem navedena je potpuna referenca.

## Sinonimi
- Ballota sagittata (Regel) Regel; Trudy Imp. S.-Peterburgsk. Bot. Sada 9: 607 (1886)
- Metastachydium sagittatum (Regel) C.Y.Wu & H.W.Li; Acta Phytotax. Sin. 13(1): 73 (1975)
- Metastachys sagittata (Regel) Knorring; Fl. URSS 21: 193 (1954)
- Phlomis sagittata Regel; Trudy Imp. S.-Peterburgsk. Bot. Sada 6: 373 (1880)